# Giuseppe Rea
Guesseppe Ricardo Rea Villarroel (ur. 21 kwietnia 1994) – ekwadorski zapaśnik walczący w stylu wolnym. 
Zajął dziesiąte miejsce na mistrzostwach świata w 2021 roku.
Piąty na igrzyskach boliwaryjskich w 2022. Brązowy medalista mistrzostw panamerykańskich w 2024 roku.